# Chittagong Kings
Die Chittagong Kings sind eine Cricketmannschaft in Chittagong. Das Franchise spielte seit der Saison 2012/13 in der Bangladesh Premier League (BPL).

## Geschichte
Bei der Versteigerung der Franchises am 10. Januar 2012 erzielte das Team den höchsten Preis, als es für 1,2 Millionen US-Dollar an die SQ Sports verkauft wurde. Bei der Spielerauktion vor der ersten Saison war die wichtigste Erwerbung der Pakistaner Shoaib Malik. Im
In der ersten Saison 2012/13 konnte das Team, das als Chittagong Kings antrat, auf Grund einer schlechteren Net Run Rate gegenüber den Dhaka Gladiators nicht für die Playoffs qualifizieren.
In der Spielerauktion für die neue Saison bezahlte das Franchise für den Pakistaner Imran Nazir den zweithöchsten Preis für einen Spieler. Jedoch wurden vor dem Turnier alle pakistanischen Spieler aus der Saison zurückgezogen. In der zweiten Saison 2013/14 konnte man sich als Dritter für die Playoffs qualifizieren. Im Halbfinale war es vor allen Dingen Taskin Ahmed, der mit 4 Wickets für 31 Runs die Qualifikation für die Vorschlussrunde gegen Duronto Rajshahi sicherte. Auch im Halbfinale gegen Sylhet Royals konnte man sich mit 3 Wickets durchsetzen, jedoch unterlag man im Finale gegen die Dhaka Gladiators.
Nach einer zweijährigen Pause wurde ein neuer Franchisenehmer bestimmt und man fand DBL Group, die sich für Chittagong entschieden und das Team in Chittagong Vikings umbenannten.
Für die neue Saison konnten sie unter anderem Mohammad Amir verpflichten. Die dritte Saison der BPL in 2015/16 war nicht erfolgreich für das Team, das schon vorzeitig sich um das rennen um dei Playoff-Plätze verabschiedete und letztendlich Gruppenletzter wurde.
Der wichtigste Neuzugang bei der Spielerauktion für die neue Saison war Grant Elliott. In der vierten Saison 2016/17 belegten sie in der Gruppenphase den Dritten Platz. Dort unterlagen sie den Rajshahi Kings mit 3 Wickets und schieden so aus.
Die fünfte Saison der BPL 2017/18 endete für Chittagong auf dem letzten Platz der Gruppenphase.
In der sechsten Saison der BPL 2018/19 erzielte Rangpur den dritten Platz in der Gruppenphase. Das ermöglichte ihnen im Halbfinale gegen die Dhaka Dynamites im Halbfinale zu spielen, gegen die sie jedoch mit 6 Wickets klar verloren.
Da sich das Bangladesh Cricket Board nicht mit den Franchise-Nahmern über einen neuen Vertrag einigen konnte, wurde das Franchise für die neue Saison direkt vom Verband geführt.
Für die neue Saison sicherte sich das Team Mahmudullah in der Spielerauktion.
In der siegten Saison 2019/20 belegten sie auf Grund err schlechteren Net Run Rate gegenüber Khulna und Rajshahi den dritten Platz. Dies erlaubte ihnen gegen Dhaka das Halbfinale zu bestreiten, was sie klar mit 7 Wickets gewannen. In der Vorschlussrunde trafen sie dann auf den späteren Sieger Rajshahi Royals gegen die sie knapp mit 2 Wickets unterlagen und so ausschieden.

## Abschneiden in der BPL
Das Team schnitt in der BPL wie folgt ab:
| Jahr    | Spiele | Siege | Niederlagen | No Result | Endplatzierung (Vorrunde) |
| ------- | ------ | ----- | ----------- | --------- | ------------------------- |
| 2012/13 | 10     | 5     | 5           | 0         | Vorrunde (5/6)            |
| 2013/14 | 12     | 6     | 6           | 0         | Finale (3/7)              |
| 2015/16 | 10     | 2     | 8           | 0         | Vorrunde (6/6)            |
| 2016/17 | 12     | 6     | 6           | 0         | Viertelfinale (3/7)       |
| 2017/18 | 12     | 3     | 8           | 0         | Vorrunde (7/7)            |
| 2018/19 | 12     | 8     | 4           | 0         | Viertelfinale (3/7)       |
| 2019/20 | 12     | 8     | 4           | 0         | Halbfinale (3/7)          |